# Nagrada Ujedinjenih naroda za ljudska prava
Nagrada Ujedinjenih naroda za ljudska prava ustanovljena je na Općoj skupštini UN-a 1966. Namjera nagrade je "odati počast i pohvaliti ljude i organizacije koji su dali izuzetan doprinos u promicanju i zaštiti ljudskih prava ugrađenih u Opću deklaraciju o ljudskim pravima te u druge instrumente UN-a o ljudskim pravima". 
UN je prvi puta nagradu dodijelio šestorici dobitnika na svečanosti 10. prosinca 1968. povodom 20. godišnjice Opće deklaracije o ljudskim pravima, na dan koji je UN odredio kao Dan ljudskih prava. Od tada se nagrada dijeli u petogodišnjim intervalima, s izuzetkom 1983. godine, pojedincima, skupinama i organizacijama. Do prosinca 2018. dodijeljene su 64 nagrade, uključujući devet nagrada dodijeljenih postumno (od toga su četiri primatelja ubijena dok su radili na zaštiti ljudskih prava).
Dobitnike nagrade izabire odbor sastavljen od predsjednika Generalne skupštine UN-a, predsjednika Ekonomskog i socijalnog vijeća UN-a i Vijeća UN-a za ljudska prava (koje je zamijenilo UN-ovu komisiju za ljudska prava 2006.) te predsjedatelja UN-ove Komisije za status žena i Savjetodavnog odbora Vijeća UN-a za ljudska prava (koji je zamijenio UN-ovo Povjerenstvo za promicanje i zaštitu ljudskih prava 2006.) Od 1998. godine nagrade objavljuje Ured visokog povjerenika UN-a za ljudska prava, koji je stvoren nekoliko dana nakon ceremonije 1993.  
Nagrada se sastoji od metalna plakete s UN-ovim pečatom i umjetničkim ugraviranim prigodnim citatom. Za razliku od Nobelove nagrada za mir - iako popis dobitnika sadrži brojna ista imena koja se nalaze i na popisu dobitnika UN-ove nagrade za ljudska prava - UN-ova nagrada nije novčane prirode.

## Dobitnici
Nagrada se dodjeljuje svakih pet godina u prosincu, s iznimkom 1983. Prva nagrada dodjeljena je 1968. za 20. godišnjicu Opće deklaracije o ljudskim pravima, a posljednja, sedamdeseta, 2018. godine. U nastavku su popisani njezini dobitnici. 

### 1968.
1. Manuel Bianchi, predsjedavajući Međuameričke komisije za ljudska prava (Čile)
2. René Cassin, član UN-ove Komisije za ljudska prava (Francuska)
3. Albert Luthuli (postumno), predsjednik Afričkog nacionalnog kongresa (Južna Afrika)
4. Mehrangiz Manouchehrian, odvjetnik i senator (Iran)
5. Pjotr Jemeljanowitsch Nedbailo, član UN-ove Komisije za ljudska prava (Ukrajina)
6. Eleanor Roosevelt (postumno), predsjednica UN-ove Komisije za ljudska prava (SAD)

### 1973.
1. Taha Hussein  (postumno), profesor književnosti (Egipat)
2. C. Wilfred Jenks  (postumno), generalni direktor Međunarodne organizacije rada [ILO] (Velika Britanija)
3. María Lavalle Urbina, odvjetnica i predavačica (Meksiko)
4. Abel Muzorewa, predsjednik Ujedinjenog afričkog nacionalnog savjeta (UANC) (Zimbabve / Rodezija)
5. Seewoosagur Ramgoolam, premijer (Mauricijus)
6. U Thant, glavni tajnik UN-a (Burma)

### 1978.
1. Begum Ra'Ana Liaquat Ali Khan, aktivistica za socijalna, obrazovna i kulturna prava žena (Pakistan)
2. Prince Sadruddin Aga Khan, Visoki povjerenik UN-a za izbjeglice [UNHCR], kasnije posebni izvjestitelj UN-ove Komisije za ljudska prava (Iran)
3. Martin Luther King, Jr. (postumno), ubijeni vođa američkog pokreta za građanska prava (SAD)
4. Helen Suzman, političarka i borkinja protiv aparthejda (Južna Afrika)
5. Međunarodni odbor Crvenog križa
6. Amnesty International
7. Vikarijat solidarnosti (Čile)
8. Nacionalni savez tuniških žena (Tunis)

### 1988.
1. Baba Amte, odvjetnik za ljudska prava (Indija)
2. John Peters Humphrey, glavni sastavljač UN-ove Opće deklaracije o ljudskim pravima (Kanada)
3. Adam Lopatka, predsjednik Vrhovnog suda (Poljska)
4. Leonidas Proaño, rimokatolički biskup (Ekvador)
5. Nelson Mandela, odvjetnik i državnik (Južna Afrika)
6. Winnie Mandela, medicinska socijalna radnica (Južna Afrika)

### 1993.
1. Hassib Ben Ammar, predsjednik Tuniške lige za ljudska prava i Arapske organizacije za ljudska prava (Tunis)
2. Erica-Irene Daes, predsjedavajuća UN-ove radne skupine za domorodačko stanovništvo (Grčka)
3. James P. Grant, izvršni direktor UNICEF-a (SAD)
4. Međunarodna komisija pravnika [ICJ] (sa sjedištem u Ženevi, Švicarska)
5. Medicinsko osoblje Opće bolnice u Sarajevu (Bosna i Hercegovina)
6. Sonia Picado Sotela, potpredsjednica Međuameričkog suda za ljudska prava (Kostarika)
7. Ganesh Man Singh, vrhovni vođa Nepala
8. Sudanski savez žena (Sudan)
9. Julio Tumiri Javier, osnivač Stalne skupštine za ljudska prava (Bolivija)

### 1998.
1. Sunila Abeysekera, izvršna direktorica INFORM (Šri Lanka)
2. Angelina Acheng Atyam, osnivačica Udruženja zabrinutih roditelja (Uganda)
3. Jimmy Carter, državnik i bivši predsjednik (SAD)
4. José Gregori, nastupni tajnik, Nacionalni sekretarijat za ljudska prava (Brazil)
5. Anna Šabatová, osnivačica Povelje 77 (Češka)
6. Svi aktivisti za ljudska prava, "tisuće hrabrih pojedinaca diljem svijeta"

### 2003.
1. Enriqueta Estela Barnes de Carlotto, predsjednica organizacije Bake trga Plaza de Mayo (Argentina)
2. Mano River ženska mirovna mreža (Sierra Leone, Liberija i Gvineja)
3. Projektni menadžment tim za zaštitu obitelji (Jordan)
4. Deng Pufang, predsjednik Kineske federacije osoba s invaliditetom (Kina)
5. Shulamith Koenig, izvršna direktorica Narodnog pokreta za obrazovanje za ljudska prava (SAD)
6. Sérgio Vieira de Mello (postumno), UN-ov posebni predstavnik ubijen u Iraku (Brazil)

### 2008.
1. Louise Arbour, bivša Visoka povjerenica UN-a za ljudska prava (Kanada)
2. Benazir Buto (postumno), ubijena bivša premijerka i vođa opozicije (Pakistan)
3. Ramsey Clark, bivši državni tužilac (SAD)
4. Dr. Carolyn Gomes, Jamajčani za pravdu (Jamajka)
5. Dr. Denis Mukwege, suosnivač Opće referalne bolnice u Panzi (Demokratska republika Kongo)
6. Dorothy Stang (postumno), ubijena rimokatolička redovnica (Brazil)
7. Human Rights Watch

### 2013.
1. Biram Dah Abeid, sin oslobođenog roba koji radi na ukidanju ropstva (Mauritanija)
2. Hiljmnijeta Apuk, aktivistica za prava ljudi niskog rasta (Kosovo)
3. Liisa Kauppinen, Predsjednica Emeritus Svjetske federacije gluhih osoba (Finska)
4. Khadija Ryadi, bivša predsjednica Marokanskog udruženja za ljudska prava (Maroko)
5. Vrhovni sud pravde (Meksiko)
6. Malala Yousafzai,[4] učenica na koju su pucali Talibani zbog pohađanja škole (Pakistan)

### 2018.
Najrecentnija 70. godišnjica Opće deklaracije o ljudskim pravima
1. Asma Jahangir (postumno), odvjetnica za ljudska prava (Pakistan)
2. Rebeca Gyumi,[6] aktivistica za prava žena i djevojčica (Tanzanija)
3. Joênia Wapixana, aktivistica za prava domorodačkih zajednica (Brazil)
4. Front Line Defenders, organizacija koja zagovara i radi na zaštiti aktivista za ljudska prava (Irska)